# (11795) Fredrikbruhn
(11795) Fredrikbruhn est un astéroïde de la ceinture principale.

## Description
(11795) Fredrikbruhn est un astéroïde de la ceinture principale. Il fut découvert le 22 août 1979 à La Silla par Claes-Ingvar Lagerkvist. Il présente une orbite caractérisée par un demi-grand axe de 2,87 UA, une excentricité de 0,12 et une inclinaison de 1,0° par rapport à l'écliptique.

## Compléments